# Albert Günther
Albert Carl Ludwig Gotthilf Günther, FRS, também conhecido como Albert Charles Lewis Gotthilf Gunther (Esslingen am Neckar, 3 de outubro de 1830 — Reais Jardins Botânicos de Kew, 1 de fevereiro de 1914), foi um zoólogo, ictiólogo e herpetologista britânico nascido na Alemanha. Günther é classificado como o segundo taxonomista de répteis mais produtivo (depois de George Albert Boulenger), com mais de 340 espécies de répteis descritas.

## Juventude e carreira
Günther nasceu em Esslingen na Suábia (Württemberg). Seu pai era um Comissário Stiftungs em Esslingen e sua mãe era Eleonora Nagel. Ele inicialmente estudou no Ginásio de Stuttgart. Sua família desejava que ele fosse treinado para o ministério da Igreja Luterana, para a qual ele se mudou para a Universidade de Tübingen. Um irmão mudou da teologia para a medicina e ele também se voltou para a ciência e a medicina em Tübingen em 1852. Seu primeiro trabalho foi " Ueber den Puppenzustand eines Distoma". Ele se formou em medicina com um MD em Tübingen em 1858, mesmo ano em que publicou um manual de zoologia para estudantes de medicina. Sua mãe mudou-se para a Inglaterra e quando ele visitou o país em 1855, conheceu John Edward Gray e o professor Richard Owen no Museu Britânico. Isso levou a uma oferta para trabalhar no Museu Britânico em 1857, onde sua primeira tarefa foi classificar 2 000 espécimes de cobras. Após a morte de John Edward Gray em 1875, Günther foi nomeado Guardião da Zoologia no Museu de História Natural, cargo que ocupou até 1895. A principal obra de sua vida foi o Catalogue of Fishes em oito volumes (1859-1870, Ray Society) Ele também trabalhou nos répteis e anfíbios da coleção do museu. Em 1864, ele fundou o Record of Zoological Literature e atuou como editor por seis anos. Ele foi um dos editores dos Annals and Magazine of Natural History por mais de trinta anos. Seu artigo de referência sobre a anatomia do tuatara foi o primeiro a estabelecer que o réptil do tuatara não era um lagarto, mas na verdade o único membro vivo de um grupo inteiramente novo de répteis, que ele chamou de Rhynchocephalia. Evidências fósseis e genéticas subsequentemente confirmaram a afirmação de Günther, e o tuatara é agora reconhecido como o único membro vivo de uma linhagem outrora diversa que compartilhou um ancestral comum com Squamata (lagartos e cobras) há mais de 240 milhões de anos.

## Royal Society
Günther foi eleito membro da Royal Society em 1867 e serviu como vice-presidente de 1875-186. Ele serviu no conselho da Sociedade Zoológica por quase 40 anos (1868–1905). Ele foi eleito membro da Linnaean Society em 1877 e foi presidente de 1896–1900. Ele se naturalizou cidadão britânico em 1874. Günther morreu em Kew Gardens em 1º de fevereiro de 1914.

## Publicações selecionadas
- Günther, Albert (1858) Handbuch der Medicinischen Zoologie.
- Günther, Albert (1858) Catalogue of the Batrachia salientia in the collection of the British Museum. London.
- Günther, Albert (1858) On the geographical distribution of reptiles. Proc Zool Soc London.
- Günther, Albert (1859–70) Catalogue of the Fishes in the British Museum, eight volumes.
- Günther, Albert (1863) On new specimens of Snakes in the collection of the British Museum. Sep. Annals Mag. Nat. Hist., 1–6.
- Günther, Albert (1863) Third account of new species of snakes in the collection of the British Museum. Sep. Annals Mag. Nat. Hist., 1–17.
- Günther, Albert (1864) Report on a collection of Reptiles and Fishes made by Dr. Kirk in the Zambesi and Nyassa regions. Sep. Proc. Zool. Soc. London, 1–12.
- Günther, Albert (1864) Descriptions of new species of Batrachians from West Africa. Sep. Proc. Zool. Soc. London, 1–4. Folha manuscrita por Bocage no interior com descrição de Cystignathus Bocagei de Bolama.
- Günther, Albert (1865) Fourth account of new species of snakes in the collection of the British Museum. Sep. Annals Mag. Nat. Hist., 1–10.
- Günther, Albert (1867). «Contribution to the anatomy of Hatteria (Rhynchocephalus, Owen)». Sep. Philosophical Transactions. II: 1–36
- Günther, Albert (1867) Descriptions of some new or little-known species of Fishes in the collection of the British Museum. Proceedings of the Zoological Society of London, 24 Jan.: 99–104, 1 estampa.
- Günther, Albert (1868). «First account of species of tailless Batrachians added to the collection of the British Museum». Proc. Zool. Soc. London. III: 478–490
- Günther, Albert (1868) Sixth account of new species of snakes in the collection of the British Museum. Sep. Annals Mag. Nat. Hist., 1–17.
- Günther, Albert (1868) First account of species of Tailless Batrachians added to the collection of the British Museum. Proceedings of the Zoological Society of London (III), 25 June: 478–490. 4 pranchas.
- Günther, Albert (1868) Report on a collection of Fishes made at St. Helena by J.C. Meliss. Proceedings of the Zoological Society of London (II): 225–228.1 estampa.
- Günther, Albert (1868) Descriptions of freshwater Fishes made from Surinam and Brazil. Proceedings of the Zoological Society of London (II): 229–246. 3 estampas.
- Günther, Albert (1870) Catalogue of the Fishes in the British Museum. London. 8 vols., online text, hathitrust.org
- Günther, Albert (1872) Seventh account of new species of snakes in the collection of the British Museum. Annals Mag. Nat. Hist., 13–37.
- Günther, Albert (1874) Description of a new European species of Zootoca. Annals and Magazine of Natural History, August.
- Günther, Albert (1874) Descriptions of some new or imperfectly known species of Reptiles from the Camaroon Mountains. Proceedings of the Zoological Society of London, 16 June: 444–445. Plate 56 – Chamaeleon montium Buckholz, 1874. B – juvenil. Pl. 57: Rhampholeon spectrum Buckholz e Bothrolycus ater sp. nov. . Del. G.H. Ford..
- Günther, Albert (1875) Second report on collection of Indian Reptiles obtained by the British Museum. Proceedings of the Zoological Society of London, 16 March : 224–234. Plates XXX-XXXIV. Col. Tenente Beddome no Sul da Índia e Dr. Jerdon no Norte e nos Himalaias. Plate 30 – Calotes grandisquamis Günther, 1875 – col. Bedomme no sopé do Canoot Ghat; Pl. XXXIV – Trimeresurus jerdoni sp. nov. – Jerdon, Khassya. G.H. Ford del.
- Günther, Albert (1875) Third report on collections of Indian Reptiles obtained by the British Museum. From the Proceedings of the Zoological Society of London: 567–577. 4 estampas.
- Günther, Albert (1876) Statement regarding dr. Welwitsch's Angola Reptiles. Jornal de Sciencias Mathematicas, Physicas e Naturaes, Academia Real das Sciencias de Lisboa, V (20): 275–276. Welwitsch. Seguem declarações de J.V. Barboza du Bocage.
- Günther, Albert (1876) Notes on a small collection brought by Lieut. L. Cameron, from Angola. Proceedings of the Zoological Society of London, pág. 678. Herpetologia. Ahaetulla dorsalis (Bocage). Reptilia. Serpentes.
- Günther, A. (1876) Remarks on Fishes, with Descriptions of new Species in the British Museum, chiefly from the Southern Seas. The Annals and Magazine of Natural History. Volume XVII, Fourth Series.
- Günther, A. (1876) Remarks on some Indian and, more especially, Bornean Mammals. Proceedings of the Zoological Society of London, III: 424–428. Plate XXXVII – Viverra megaspila Blyth, 1863. J.G. Keulemans del.
- Günther, A. (1876) Carta para Bocage, do Zoological Department (British Museum), 26 de Junho, a falar de Welwitsch. Arquivo histórico do Museu Bocage, CE/G-88.
- Günther, A (1877). «Notice of two large extinct lizards formerly inhabiting the Mascarene Islands». Sep. Linnean Society's Journal – Zoology. 13 (69): 321–328. doi:10.1111/j.1096-3642.1877.tb01387.x
- Günther, A. (1877) The gigantic land tortoises (living and extinct) in the collection of the British Museum.[9]
- Günther, Albert (1878) – On Reptiles from Midian collected by Major Burton. From the Proceedings of the Zoological Society of London: 977–978. 1 estampa.
- Günther, A. (1879) The extinct reptiles of Rodriguez. Sep. Philosoph. Trans. Roy. Soc, 168 (extra-vol.), London: 470–472.
- Günther, Albert (1879) List of the Mammals, Reptiles, and Batrachians sent by Mr. Everett from the Philippine Islands. Proceedings of the Zoological Society, London, 14 January: 74–79. Plate IV – Dendrophis philippinensis Günther, 1879 – Norte de Mindanao . Del. R. Mintern.
- Günther, Albert (1880) An Introduction to the Study of Fishes.[10]
- Günther, Albert (1882) Observations on some rare Reptiles and a Batrachian now or lately living in the Society's Menagerie. Transactions of the Zoological Society, London VI, part VII (1) : 215–222, pl. 42–46. Chelys fimbriata (Schneid.) – a Matamata habita as águas estagnada do Brasil e Guiana. Pl. 43–44: Metopoceros cornutus (Wagler). A imagem representa o segundo exemplar chegado aos museus da Europa, o primeiro pertencia ao Museu de Paris e tinha vindo de San Domingo. Deste não se conhece a proveniência exacta. Ceratothrys ornata (Bell). Tejus rufescens – Mendoza.
- Günther, A. (1884) Contributions to our Knowledge of Hydromedusa, a genus of South-American freshwater Turtles. Annals and Magazine of Natural History, Fifth Series, Volume XIV: 421–425. Plate XIV.
- Günther, A. (1884) Note on some East-African Antelopes supposed to be new. Annals and Magazine of Natural History, Fifth Series, Volume XIV: 425–429.
- Günther, Albert (1885) – Note on a supposed melanotic variety of the Leopard, from South Africa. From the Proceedings of the Zoological Society of London, 3 March: 243–245, estampa de Felis leopardus.
- Günther, A. (1888) Contribution to the knowledge of Snakes of Tropical Africa. Annals Mag. Nat. Hist., (6) 1: 322–335. Ahoetulla bocagei, sp. nov.. Angola.
- Günther, A. (1888) Report on a collection of Reptiles and Batrachians sent by Emin Pasha from Monbuttu, Upper Congo. Proc. Zool. Soc. London, 50–51.
- Günther, A. (1895) Notice of Reptiles and Batrachians collected in the Eastern Half of Tropical Africa. Annals Mag. Nat. Hist., (6) 15: 523–529.